# Nebuloasă (Star Trek: Voyager)
„Nebuloasă” (titlu original: „The Cloud”) este al 6-lea episod din primul sezon al serialului TV american SF Star Trek: Voyager. A avut premiera la 13 februarie 1995 pe canalul UPN.

## Prezentare
Echipajul intră într-o nebuloasă pentru a colecta mostre înainte să-și dea seama că aceasta este un organism viu. 

## Rezumat
Jurnalul căpitanului Janeway afirmă că au trecut câteva săptămâni și echipajul a devenit mai mult ca o „familie extinsă”. Neelix a servit rețetele sale speciale echipajului, pentru a ajuta la economisirea energiei replicatoarelor, dar Janeway a rămas fără cafeaua ei obișnuită, iar alternativa lui Neelix este neplăcută. După ce a întâlnit o nebuloasă ciudată cu posibile particule omicron, care ar putea suplimenta rezervele lor de energie care se epuizează rapid, Janeway duce nava în nebuloasă. Pe drum, Janeway și Chakotay discută despre lipsa unui consilier al navei și despre efectul pe care acesta l-ar putea avea asupra moralului. Pe măsură ce nava trece prin nor, se confruntă cu o barieră naturală de energie care îi ține la 7000 km de particulele omicron de care au nevoie. Kim pornește propulsoarele pentru a sparge bariera, care se închide în spatele lor.
Pe măsură ce nava intră mai departe în nebuloasă, întâmpină probleme: scuturile încep să piardă din energie, rezervele încep să scadă, iar viteza de impuls declanșează o reacție periculoasă. Voyager părăsește nebuloasa imediat, dar acum trebuie să folosească o torpilă fotonică pentru a sparge bariera. Nava a suferit daune, iar material neidentificat din nebuloasă s-a atașat de caroseria navei. B'Elanna Torres și doctorul investighează materialul și descoperă că acesta este organic. Acum își dau seama că nebuloasa este de fapt un organism viu și că, prin trecerea lor printr-o barieră, au rănit-o.
Echipajul caută o modalitate de a vindeca nebuloasa: Doctorul subliniază că aceasta are o funcție regenerativă, așadar nu trebuie decât să-i dea o mână de ajutor. Janeway duce Voyager înapoi în nebuloasă pentru a repara daunele produse la prima întâlnire. Torres încearcă să modifice motoarele pentru a produce un fascicul adecvat de energie, cu toate că nava este mai epuizată decât înainte. Pe măsură ce intră, sistemul imunitar natural al nebuloasei atacă nava și mai intens, trăgând-o mai adânc și mai departe de rană. Chakotay descoperă un flux de energie în nebuloasă și crede că acesta este un fel de sistem circulator. Nava ajunge la rană folosind fluxul, inițiază reparația și pleacă pe măsură ce se vindecă.
În intriga secundară a episodului, Neelix se numește singur ca ofițerul responsabil cu moralul navei; Janeway primește ajutor de la Chakotay în găsirea „animalului ei însoțitor” din folclorul nativ american; iar Tom Paris o duce pe Kim la „Chez Sandrine”, un bistro francez pe care l-a frecventat pe Pământ pe care l-a recreat pe holo-punte. După misiune, la sfârșitul episodului, Janeway și alți membri ai echipajului se relaxează la Chez Sandrine. 